# Douglas Fairbanks
Douglas Fairbanks (Denver, 23 de mayo de 1883-Santa Mónica, 12 de diciembre de 1939) fue un actor, guionista, director y productor estadounidense que destacó en películas de acción de la era del cine mudo. Fue el padre del actor Douglas Fairbanks, Jr. Se hizo más conocido por sus papeles en películas mudas de capa y espada, entre las que se encuentran El ladrón de Bagdad, Robin Hood y The Mark of Zorro, si bien pasó la primera parte de su carrera haciendo comedias.
Fairbanks fue uno de los miembros fundadores de la United Artists. También fue miembro fundador de The Motion Picture Academy y sirvió como presentador de la 1.ª ceremonia de los Premios Óscar en 1929. Con su matrimonio con la actriz y productora Mary Pickford en 1920, la pareja se convirtió en 'realeza de Hollywood', y Fairbanks empezó a ser llamado "el rey de Hollywood", un apodo que luego le fue transferido al actor Clark Gable.
Aunque se le considera generalmente como una de las estrellas más grandes de Hollywood durante las décadas de 1910 y 1920, la carrera de Fairbanks entró en un rápido declive con la llegada de las películas habladas. Su última película fue The Private Life of Don Juan (1934). Entre las películas por las cuales logró éxito figuran La marca del Zorro (The Mark of Zorro, 1920), D'Artagnan (The Three Musqueteers, 1921), ambas de Fred Niblo, Robín Hood (Robin Hood, 1922), de Allan Dwan, El ladrón de Bagdad (The Thief of Bagdad, 1924), de Raoul Walsh, y El pirata negro (The Black Pirate, 1926), de Albert Parker.

## Primeros años
Fairbanks nació con el nombre de Douglas Elton Thomas Ullman (Douglas Fairbanks Jr. lo escribía "Ulman" en sus memorias) en Denver, Colorado, hijo de Ezequías Charles Ullman (15 de septiembre de 1833-23 de febrero de 1915 ) y de Ella Adelaide (apellido de soltera Marsh; 1847-1915). Tuvo dos medios hermanos, John Fairbanks, Jr. (nacido en 1873) y Norris Wilcox (20 de febrero de 1876 - 21 de octubre de 1946), así como un hermano, Robert Payne Ullman (13 de marzo de 1882 - 22 de febrero de 1948). Su padre era originario de Berrysburg, Pensilvania, y creció en Williamsport, siendo el cuarto hijo de una familia judía de seis hijos y cuatro hijas. Los padres de Charles, Lazarus Ullman y Lydia Abrahams, habían inmigrado a los Estados Unidos en 1830 desde Baden, Alemania. Cuando tenía 17 años, Charles inició una pequeña empresa editorial en Filadelfia y dos años después se mudó a Nueva York a estudiar derecho. 
Charles conoció a Ella Adelaide Marsh después de que ella se había casado con su amigo y cliente John Fairbanks, el rico propietario de un ingenio azucarero y una plantación en Nueva Orleans. La pareja había tenido un hijo, John, y poco después John padre murió de tuberculosis. Ella, nacida en una adinerada familia sureña católica, estaba sobreprotegida y sabía poco de los negocios de su esposo, de manera que los socios de su esposo le estafaron su fortuna. A pesar de los esfuerzos de Charles Ullman, actuando como su abogado, no lograron recuperar nada de su fortuna familiar. 
Angustiada y sola, se casó con un cortés georgiano, Edward Wilcox, quien resultó ser un alcohólico. Tras tener otro hijo, Norris, se divorció de Wilcox, con Charles actuando como abogado en su propia representación en la demanda. Pronto empezó una relación romántica con Charles, y acordó mudarse a Denver con él para hacer inversiones mineras. Llegaron a Denver en 1881 con su hijo John. (Norris se quedó en Georgia con parientes y nunca vivió con su madre.) Se casaron y en 1882 tuvieron un hijo, Robert, y un año después, un segundo hijo, Douglas. Charles compró varios intereses mineros en las Montañas Rocosas y restableció su práctica legal. Después de enterarse de las infidelidades de su esposa, decidió abandonar la familia cuando Douglas tenía cinco años. Douglas y su hermano mayor, Robert, fueron criados por su madre, quien les dio el apellido Fairbanks, en honor a su primer marido.[cita requerida]

## Carrera

### Comienzos
Douglas Fairbanks empezó a actuar desde una edad temprana, en el teatro aficionado en los escenarios de Denver, actuando en funciones de verano en el teatro del parque Elitch Gardens en Denver y en otras producciones patrocinadas por Margaret Fealy, quien dirigía una escuela de actuación para jóvenes en Denver. Estudió en la secundaria Denver East High School, pero fue expulsado por cortar las cuerdas del piano de la escuela.
Dejó la escuela en la primavera de 1899, a la edad de 15 años. Varias veces afirmó haber asistido a la Colorado School of Mines y a Harvard University, pero ninguna afirmación es cierta. Se marchó con la compañía de actores de Frederick Warde, comenzando una gira a campo traviesa en septiembre de 1899. Estuvo de gira con Warde durante dos temporadas, en papeles duales, como actor y como asistente de dirección de escena en su segundo año con el grupo.
Tras dos años se mudó a Nueva York, donde consiguió su primer papel en Broadway en Her Lord and Master, que se estrenó en febrero de 1902. Entre sus trabajos de actuación trabajó en una ferretería y como empleado en una oficina de Wall Street. Sus apariciones en Broadway incluyeron la popular A Gentleman from Mississippi en 1908 y 1909. El 11 de julio de 1907, Fairbanks se casó con Anna Beth Sully, la hija del rico industrial Daniel J. Sully, en Watch Hill, Rhode Island. Tuvieron un hijo, Douglas Fairbanks Jr., también destacado actor. La familia se mudó a Los Ángeles en 1915. 

### Hollywood
Después de mudarse a Los Ángeles, Fairbanks firmó un contrato con Triangle Pictures en 1915 y comenzó a trabajar bajo la supervisión de D. W. Griffith. Su primera película se tituló The Lamb (El Cordero), en donde debutó las habilidades atléticas que le habían ganado una amplia atención entre el público del teatro. Sin embargo, sus habilidades atléticas no fueron apreciadas por Griffith, y fue puesto en contacto con Anita Loos y John Emerson, quienes escribieron y dirigieron muchas de sus primeras comedias románticas. 
En 1916, Fairbanks fundó su propia empresa, la Douglas Fairbanks Film Corporation, y pronto habría de conseguir un trabajo con Paramount.
Fairbanks conoció a la actriz Mary Pickford en una fiesta en 1916, y la pareja pronto comenzó un romance. En 1917, se unieron al amigo de Fairbanks Charlie Chaplin vendiendo bonos de guerra para la Primera Guerra Mundial en tren a lo largo de los Estados Unidos y pronunciando discursos a favor de la guerra, posición conocida como "Four Minute Men" (hombres de los cuatro minutos, en referencia a la duración de sus discursos). Pickford y Chaplin eran las dos estrellas de cine mejor pagadas en Hollywood en ese momento. Para reducir los salarios astronómicos de estas estrellas, los grandes estudios intentaron monopolizar a distribuidores y exhibidores. Para 1918, Fairbanks era el actor más popular de Hollywood, y apenas tres años después de su llegada, su popularidad y olfato para los negocios lo llevaron a ser el tercer actor mejor pagado.
En 1917, Fairbanks aprovechó su creciente popularidad al publicar un libro de autoayuda, Laugh and Live (Vive y ríe), que loaba el poder del pensamiento positivo y la autoconfianza para mejorar la salud, los negocios y las relaciones sociales.
Para evitar ser controlados por los estudios y proteger su independencia, Fairbanks, Pickford, Chaplin y D. W. Griffith fundaron United Artists en 1919, que creó sus propias distribuidoras y les dio un control artístico completo sobre sus películas y las ganancias generadas. 
Sully obtuvo el divorcio de Fairbanks a fines de 1918, y la sentencia se finalizó a principios del año siguiente. Después del divorcio, el actor estaba decidido a que Pickford se convirtiera en su esposa, pero ella estaba casada aún con el actor Owen Moore. Fairbanks finalmente le dio un ultimátum, tras lo cual la mujer obtuvo un divorcio rápido en la pequeña ciudad de Minden en Nevada el 2 de marzo de 1920. Fairbanks arrendó la mansión Grayhall en Beverly Hills, la que se rumorea utilizó durante su noviazgo con Pickford. La pareja se casó el 28 de marzo de 1920. Sin embargo, los legisladores de Nevada impugnaron el divorcio de Pickford con Moore, y la disputa no se resolvió hasta 1922. A pesar de que los legisladores se opusieron al matrimonio, el público apoyó ampliamente la idea de que "el héroe de todos" se casara con "la novia de América". Tal entusiasmo, de hecho, se extendió mucho más allá de las fronteras de los Estados Unidos. Posteriormente, durante su luna de miel en Europa, Fairbanks y Pickford fueron recibidos calurosamente por grandes multitudes en Londres y en París. Tanto a nivel internacional como local, la célebre pareja fue considerada como la "realeza de Hollywood" y se hizo famosa por recibir invitados en Pickfair, su propiedad en Beverly Hills. 
Para 1920, había completado veintinueve películas (veintiocho largometrajes y un cortometraje de dos carretes), que mostraban su personalidad vivaz en la pantalla y sus habilidades atléticas. Para 1920, tuvo la inspiración de poner en escena un nuevo tipo de película aventuras y disfraces, un género que para entonces no era del gusto del público. Fairbanks había hecho papeles cómicos en sus películas anteriores. En The Mark of Zorro, Fairbanks combinó su atrayente personalidad en la pantalla con el nuevo elemento del aventurero disfrazado. Fue un éxito rotundo y llevó al actor al rango de superestrella. Durante el resto de su carrera en películas mudas, siguió produciendo y protagonizando películas similares cada vez más elaboradas e impresionantes, como Los tres mosqueteros (1921), Douglas Fairbanks en Robin Hood (1922), El ladrón de Bagdad (1924), El pirata negro (1926), y The Gaucho (1927). Fairbanks no escatimó en gastos y esfuerzos en estas películas, que establecieron el estándar para todas las películas futuras de capa y espada.
En 1921, junto con Pickford, Chaplin y otros ayudó a organizar el Motion Picture Fund para ayudar a aquellos en la industria que no podían trabajar o que no podían pagar sus facturas.
Durante la primera ceremonia de tal tipo, el 30 de abril de 1927, Fairbanks y Pickford colocaron sus huellas de manos y pies en cemento húmedo en el recién inaugurado Grauman's Chinese Theatre de Hollywood (en la comedia clásica Blazing Saddles, el villano interpretado por Harvey Korman ve las huellas de Fairbanks en Grauman y exclama: "¿Cómo hizo acrobacias tan fantásticas ... con pies tan pequeños?") Fairbanks fue elegido primer presidente de la Academia de Artes y Ciencias Cinematográficas ese mismo año y presentó los primeros Premios de la Academia en el Hotel Roosevelt. Al día de hoy, Fairbanks también tiene una estrella en el Paseo de la Fama de Hollywood en 7020 Hollywood Boulevard.

### Declive en su carrera y retiro
Si bien Fairbanks había prosperado en el género mudo, las restricciones de las primeras películas sonoras opacaron su entusiasmo por la realización de películas. Sus habilidades atléticas y su salud en general también empezaron a declinar para esta época, en parte debido a sus años de fumador empedernido. El 29 de marzo de 1928, en el bungaló de Pickford, United Artists reunió a Pickford, Fairbanks, Charlie Chaplin, Norma Talmadge, Gloria Swanson, John Barrymore, D. W. Griffith y Dolores del Río para hablar en el programa de radio The Dodge Brothers Hour para demostrar que Fairbanks podría enfrentar el desafío de las películas habladas. La última película muda de Fairbanks fue la lujosa La máscara de hierro (1929), una secuela del estreno de 1921 Los tres mosqueteros. La máscara de hierro incluía un prólogo introductorio narrado por Fairbanks. Fairbanks y Pickford eligieron hacer su primera película sonora como una empresa conjunta, interpretando a Petruchio y Catalina en La fierecilla domada de Shakespeare (1929). Esta película, así como las películas sonoras que hizo posteriormente, fueron mal recibidas por el público de la época de la Depresión. La última película en la que actuó fue la producción británica The Private Life of Don Juan (1934), después de lo cual se retiró de la actuación.[cita requerida]
Fairbanks y Pickford se separaron en 1933, después de que él comenzara un romance con Sylvia, Lady Ashley. Pickford también había sido vista en compañía de un industrial de alto perfil. Se divorciaron en 1936, y Pickford se quedó con la propiedad de Pickfair. Fairbanks y Ashley se casaron en París en marzo de 1936.
Continuó participando marginalmente en la industria cinematográfica y en United Artists, pero sus últimos años carecieron del enfoque intenso de sus años cinematográficos. Su salud continuó deteriorándose. Durante sus últimos años vivió en el 705 Ocean Front (ahora Pacific Coast Highway) en Santa Mónica, California, aunque pasó gran parte de su tiempo viajando al extranjero con su tercera esposa, Lady Ashley.

## Muerte
El 12 de diciembre de 1939, Fairbanks sufrió un ataque cardíaco. Murió ese mismo día en su casa de Santa Mónica a la edad de 56 años. Según se ha dicho, sus últimas palabras fueron: "Nunca me he sentido mejor". Su funeral se llevó a cabo en la iglesia Wee Kirk o' the Heather en el cementerio Forest Lawn Memorial Park de Glendale, donde fue colocado en una cripta en el Gran Mausoleo.
Dos años después de su muerte, fue sacado de Forest Lawn por su viuda, Sylvia, quien le encargó un elaborado monumento de mármol con una larga piscina rectangular reflectante, una tumba elevada y arquitectura griega clásica en el Hollywood Forever Cemetery en Los Ángeles. El monumento fue dedicado en una ceremonia celebrada en octubre de 1941, en la que su cercano amigo Charlie Chaplin leyó una remembranza. Los restos de su hijo, Douglas Fairbanks Jr., también fueron enterrados allí tras su muerte en mayo de 2000.

## Legado
En 1992, Douglas Fairbanks fue interpretado por el actor Kevin Kline en la película Chaplin.
En 1998, un grupo de fanáticos de Fairbanks inauguró el Museo Douglas Fairbanks en Austin, Texas. El edificio del museo se cerró temporalmente para eliminar el moho y hacer reparaciones en febrero de 2010.
En 2002, la AMPAS abrió el "Fairbanks Center for Motion Picture Study" ubicado en 333 S. La Cienega Boulevard en Beverly Hills. El edificio alberga la Biblioteca Margaret Herrick
El 6 de noviembre de 2008, la Academia de Artes y Ciencias Cinematográficas celebró la publicación de su libro de "Academy Imprints" Douglas Fairbanks, escrito por el historiador del cine Jeffrey Vance, con la proyección de una nueva copia restaurada de The Gaucho en la que Vance presentó la película.
Al año siguiente, AMPAS montó una gran exposición, que se inauguró el 24 de enero de 2009, de Douglas Fairbanks en su galería del cuarto piso, titulada "Douglas Fairbanks: El primer rey de Hollywood". La exposición contó con vestuario, accesorios, fotografías y documentos de su carrera. y vida personal. Además de la exhibición, AMPAS proyectó El ladrón de Bagdad y La máscara de hierro en marzo de 2009. Paralelamente a los esfuerzos de la Academia, el Museo de Arte Moderno celebró su primera retrospectiva sobre Fairbanks en más de seis décadas, titulada "Ríe y vive: las películas de Douglas Fairbanks", que se desarrolló entre el 17 de diciembre de 2008 y el 12 de enero de 2009. Jeffrey Vance abrió la retrospectiva con una conferencia y proyección de la copia restaurada de The gaucho.
Recientemente, debido a su participación en el club de esgrima de la Universidad del Sur de California, se erigió una estatua de bronce de Fairbanks en el Patio de la Academia de Artes y Ciencias Cinematográficas del nuevo edificio de la Escuela de Artes Cinematográficas en la Universidad del Sur de California. Fairbanks fue una figura clave en la fundación de la escuela de cine en 1929 y en el desarrollo de su plan de estudios. [cita requerida]
La película de 2011 The Artist se basó liberalmente en Fairbanks. En ella, el protagonista principal de la película interpreta a el Zorro en una película muda que incluye una escena de la versión de Fairbanks. Mientras agradecía a la audiencia en 2012 el premio Globo de Oro como Mejor Actor por su actuación en la película, el actor Jean Dujardin agregó: "Como diría Douglas Fairbanks", Luego movió los labios en silencio como un homenaje cómico. Cuando Dujardin aceptó el Premio de la Academia 2011 al Mejor Actor en un Papel Protagónico, Fairbanks fue citado extensamente como la principal inspiración para la actuación de Dujardin en The Artist.[cita requerida]
Un galardón importante otorgado al legado de Douglas Fairbanks fue la proyección especial de su obra maestra El ladrón de Bagdad en la edición de 2012 del Turner Classic Movies Film Festival. El 15 de abril de 2012, el festival concluyó con una proyección con entradas agotadas de la película de Fairbanks en el histórico Teatro Egipcio de Hollywood. La jornada fue presentada por el presentador de TCM Ben Mankiewicz y el biógrafo de Fairbanks Jeffrey Vance.
El apodo de los equipos deportivos de la Universidad de California-Santa Bárbara es "Los Gauchos" en honor a la actuación de Fairbanks en la película homónima.

## Filmografía

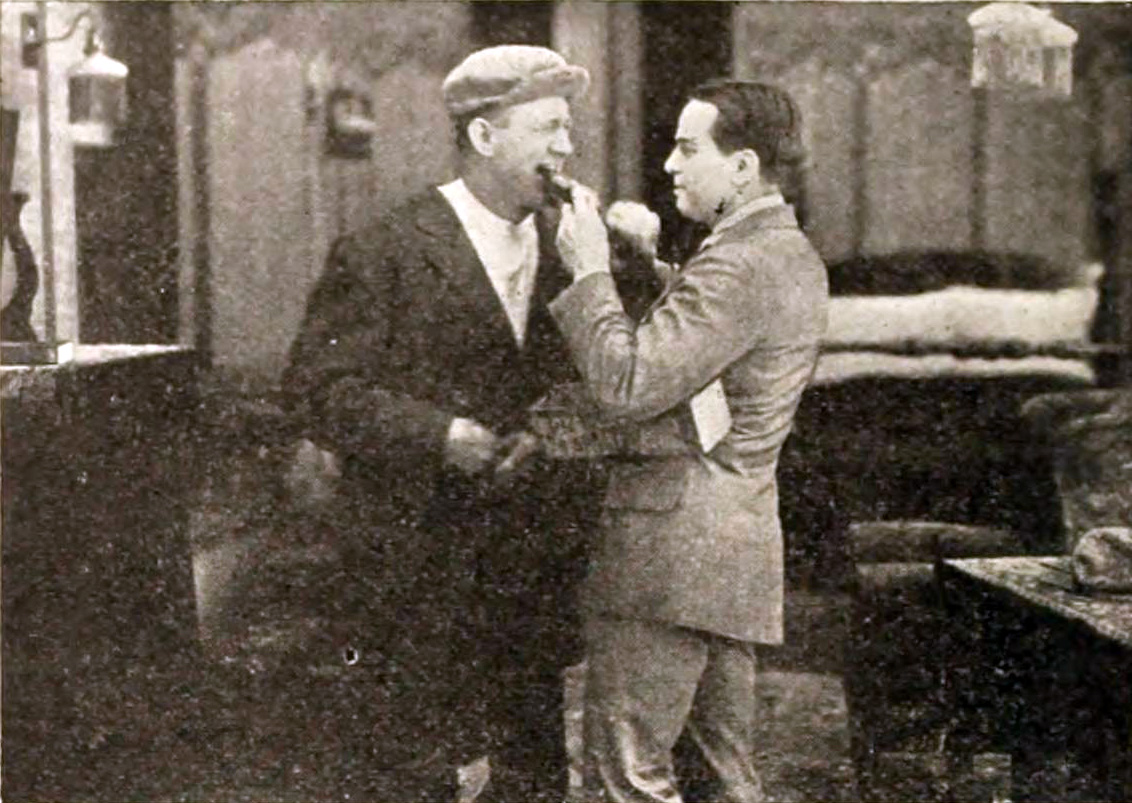
Fotograma de la película Reggie Mixes In (1916): Fairbanks es el actor de la derecha.

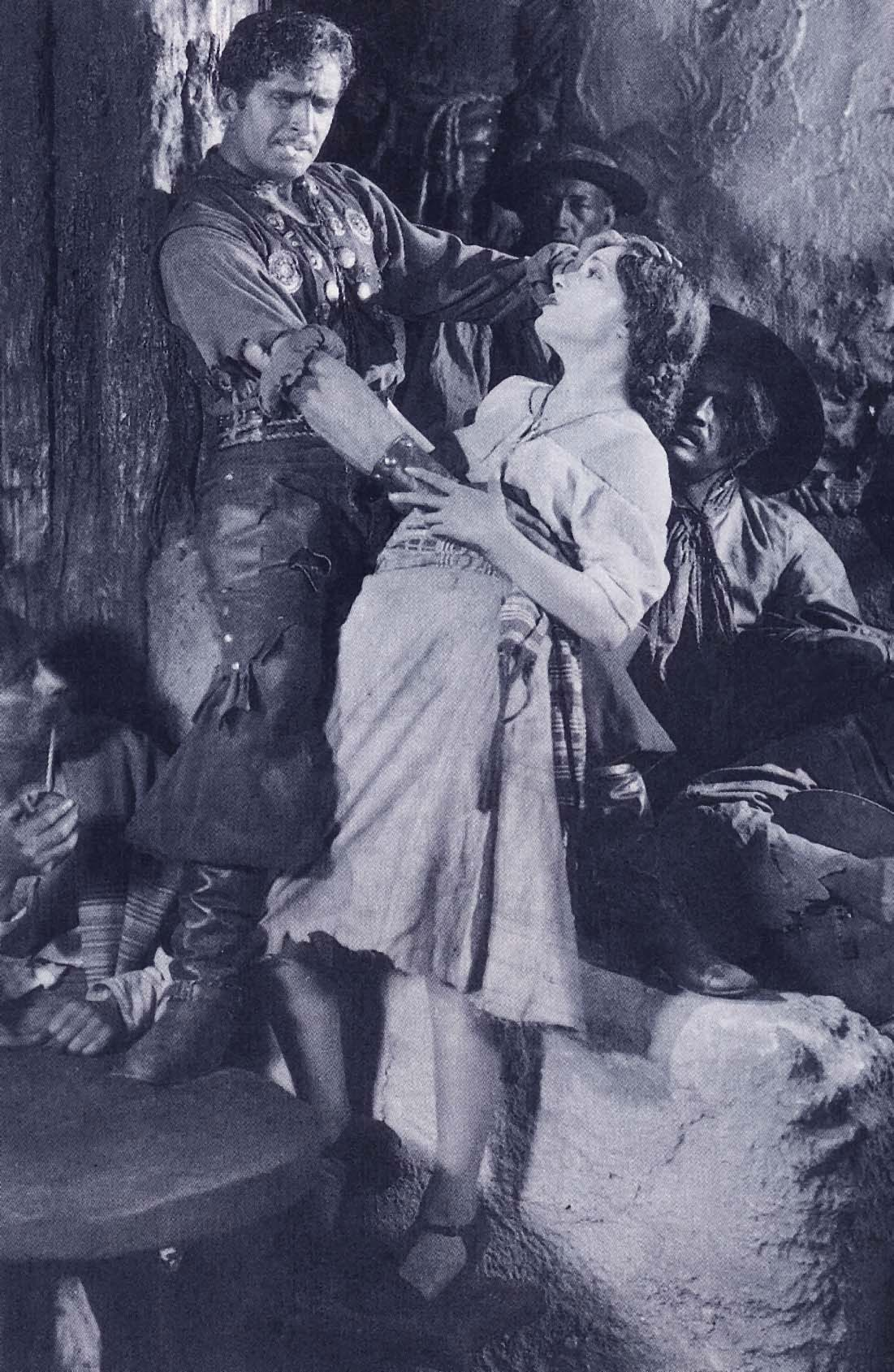
Fairbanks junto a Lupe Vélez en The Gaucho (1927).

- The Private Life of Don Juan (1934)
- El Robinsón moderno (Mr. Robinson Crusoe, 1932)
- Para alcanzar la luna (Reaching for the Moon, 1930)
- Terra Melophon Magazin Nr. 1 (1930, episodio Welches ist ihr Typ)
- The Taming of the Shrew (1929)
- La máscara de hierro (The Iron Mask, 1929)
- El gaucho (The Gaucho, 1927)
- El pirata negro (The Black Pirate, 1926)
- Ben-Hur: A Tale of the Christ (1925, sin acreditar)
- Don Q, el hijo del Zorro (Don Q Son of Zorro, 1925)
- El ladrón de Bagdad (The Thief of Bagdad, 1924)
- Robín de los bosques (Robin Hood, 1922)
- D'Artagnan (The Three Musketeers, 1921)
- The Nut (1921)
- La marca del Zorro (The Mark of Zorro, 1920)
- The Mollycoddle (1920)
- When the Clouds Roll by (1919)
- His Majesty, the American (1919)
- The Knickerbocker Buckaroo (1919)
- Arizona (1918)
- Sic 'Em, Sam (1918)
- He Comes Up Smiling (1918)
- Bound in Morocco (1918)
- Say! Young Fellow (1918)
- Mr. Fix-It (1918)
- Headin' South (1918)
- Swat the Kaiser (1918)
- A Modern Musketeer (1917)
- Reaching for the Moon (1917)
- The Man from Painted Post (1917)
- Down to Earth (1917)
- Wild and Woolly (1917)
- In Again, Out Again (1917)
- All-Star Production of Patriotic Episodes for the Second Liberty Loan (1917)
- The Americano (1916)
- The Matrimaniac (1916)
- American Aristocracy (1916)
- Manhattan Madness (1916)
- Intolerancia (Intolerance: Love's Struggle Throughout the Ages, 1916, sin acreditar)
- The Half-Breed (1916)
- Flirting with Fate (1916)
- The Mystery of the Leaping Fish (1916)
- Reggie Mixes In (1916)
- The Good Bad Man (1916)
- The Habit of Happiness (1916)
- His Picture in the Papers (1916)
- Double Trouble (1915)
- Martyrs of the Alamo (1915)
- The Lamb (1915)